# Just a Little Bit of You
"Just a Little Bit of You" é uma canção de 1975,lançada como single do cantor Michael Jackson para o álbum de 1975, Forever, Michael. O álbum foi o quarto lançado por Jackson quando ele tinha 16 anos de idade. "Just a Little Bit of You" se tornou um hit de Michael Jackson por três anos.

## Desempenho nas paradas musicais
| Parada (1975)                      | Posição |
| ---------------------------------- | ------- |
| Estados Unidos - Billboard Hot 100 | 23      |
| Estados Unidos - R&B/Hip-Hop Songs | 4       |

## Créditos
- Vocal por Michael Jackson
- Produzido por Brian Holland
- Arranjo por James Anthony Carmichael